# Empfehlung (EU)
Empfehlungen sind Rechtsakte der Europäischen Union und als solche Teil des Sekundärrechts der Union. Empfehlungen werden in der Regel von der Europäischen Kommission, manchmal aber auch vom Rat der Europäischen Union oder anderen Organen erlassen. Sie sind in Art. 288 AEUV als nicht rechtsverbindliche Rechtsakte definiert, obwohl an ihren Erlass manche Rechtsfolgen geknüpft sind. So können Rechtsakte, die nach den Verträgen „auf Empfehlung“ eines Organs zu erlassen sind, nicht erlassen werden, wenn eine solche Empfehlung nicht vorliegt.
Neben den Empfehlungen sieht Art. 288 AEUV auch Stellungnahmen als rechtlich unverbindliche Rechtsakte vor. Außerdem nehmen die Organe der Europäischen Union – teilweise auch ohne ausdrückliche Rechtsgrundlage – andere rechtlich unverbindliche Akte an, wie Entschließungen, Erklärungen oder Schlussfolgerungen.

## Harmonisierung von Rechtsvorschriften
Zur Erreichung der Ziele der Union können die Kommission bzw. der Rat Empfehlungen zur Harmonisierung von Rechtsvorschriften zum Beispiel in folgenden Bereichen erlassen: Liberalisierung von Dienstleistungen (Art. 60 AEUV), Beschäftigungspolitik (Art. 148 AEUV), Bildungs- und Kulturpolitik (Art. 165 bis Art. 167 AEUV) und Gesundheitspolitik (Art. 168 AEUV). Ferner kann die Kommission Empfehlungen abgeben, die der Beseitigung von Wettbewerbsverzerrungen im Binnenmarkt dienen (Art. 117 AEUV). Werden Empfehlungen vom Rat erlassen, so gelten nach Art. 292 AEUV für den Erlass der Empfehlung dieselben Mehrheitserfordernisse, wie für den Erlass verbindlicher Rechtsakte.
Den Mitgliedstaaten ist es freigestellt, ob sie die Empfehlungen umsetzen. Setzen sie eine Empfehlung um, so gehört diese zur Rechtsordnung des Mitgliedstaates, und die sich aus ihr ergebenden Rechte sind nur vor den Gerichten des Mitgliedstaates durchsetzbar, nicht jedoch vor dem Europäischen Gerichtshof. Der Gerichtshof entscheidet jedoch über Vorabentscheidungsersuchen nationaler Gerichte betreffend die Auslegung von Empfehlungen, da auch eine einheitliche Auslegung der Empfehlungen im Interesse der Europäischen Union (bzw. der Europäischen Gemeinschaften) sei. Voraussetzung ist, dass die Empfehlung im Verfahren vor dem jeweiligen Gericht anzuwenden ist. Dabei macht es keinen Unterschied, dass Empfehlungen nicht kraft Europarechts, sondern kraft des Rechts der Mitgliedstaaten Rechtsverbindlichkeit erlangen.

## Wirtschafts- und Währungsunion
Nach Art. 120 AEUV „betrachten die Mitgliedstaaten ihre Wirtschaftspolitik als eine Angelegenheit von gemeinsamem Interesse“. Zu diesem Zweck legt der Rat – nachdem der Europäische Rat eine Schlussfolgerung dazu angenommen hat – in einer Empfehlung die Grundzüge der Wirtschaftspolitik der Mitgliedstaaten fest (Art. 121 Abs. 2 AEUV). Die Abs. 2 und 3 des genannten Artikels sehen eine multinationale Überwachung vor: Kommission und Rat prüfen, ob die Mitgliedstaaten die Empfehlungen einhalten. Hält ein Mitgliedstaat die Empfehlungen nicht ein, so kann die Kommission bloß verwarnen; der Rat kann dem Mitgliedstaat besondere Empfehlungen erteilen und diese auch veröffentlichen. Zur Einhaltung der Vorgaben der Union kann ein Mitgliedstaat jedoch im Endeffekt nicht gezwungen werden.
Ein ähnliches Verfahren sieht Art. 126 AEUV im Rahmen des Stabilitäts- und Wachstumspakts vor: Auch hier richtet der Rat, nachdem er das Bestehen eines übermäßigen Defizits festgestellt hat, an den betreffenden Mitgliedstaat entsprechende Empfehlungen. Kommt der Mitgliedstaat den Empfehlungen nicht nach, kann der Rat jedoch nach Art. 126 Abs. 9 AEUV verbindliche Beschlüsse fassen und den Mitgliedstaat zum Defizitabbau zwingen. Er kann dann bei Nichteinhaltung des gefassten Beschlusses nach Art. 126 Abs. 11 AEUV unter anderem Geldbußen verhängen.